# Swirka
Swirka (bulgarisch свирка), auch svírka, svirche, svorche, pistalka, cafára, cévnica, owtscharska swirka (овчарска свирка, „Schäferflöte“), ist eine einteilige Kernspaltflöte oder Endkantenflöte (randgeblasene Längsflöte), die in der bulgarischen Volksmusik gespielt wird. Sie ist nach der bekannteren, dreiteiligen Längsflöte kavál ohne Mundstück ein traditionelles Instrument der Schäfer und wird vorwiegend in der Volkstanzmusik gespielt. Swirka ist die allgemeine bulgarische Bezeichnung für „Flöte“, die auch Varianten der kavál (ein türkischer Name) umfasst, und für „Pfeife“.

## Herkunft und Etymologie
Die swirka gehört zu einer Gruppe einfacher Längsflöten, die vom Balkan über Anatolien bis Zentralasien als Hirtenflöten bekannt sind und deren Wertschätzung aus Volkslegenden hervorgeht. Unter den rumänischen Flöten (fluier) zählen die lange caval und die tilincă, eine sehr alte Form einer Flöte ohne Grifflöcher, zu den Hirtenflöten. Die Tradition der Hirtenflöten mit und ohne Mundstück erstreckt sich über Anatolien (türkisch kaval, kurdisch bilûr), Armenien (blul) und arabische Länder im Nahen Osten (schabbaba) bis nach Zentralasien (tulak und tüidük). In Malereien an Kirchenwänden in Rumänien, die aus dem 16./17. Jahrhundert erhalten sind, erscheint bei biblischen Szenen von Jesu Geburt häufig ein Flöte spielender Schäfer.
Etymologisch steht das Wort swirka mit serbokroatisch svirala (свирала, Plural svirale) in Verbindung, dem allgemeinen Namen für Kernspaltflöten in den Ländern des ehemaligen Jugoslawien, die zu den Schäferflöten zählen. In Bosnien bezeichnet svirala auch eine mundstücklose Längsflöte. Verwandt sind serbokroatisch sviralischte („Pfeifenstock“) und sviraljka („Blasinstrument“). Das zu bulgarisch swirka gehörige Verb ist swirja (свиря, „pfeifen“). Swirel (свирель) ist eine paarweise gespielte Kernspaltflöte im Westen von Russland. Allgemein werden russische Kernspaltflöten dudka genannt. Curt Sachs (1930) hält das serbokroatische svirala mit der ursprünglich umfassenden Bedeutung „Blasinstrument“ und das deutsche Wort schwegel für urverwandt. Schwegel, schwägel oder schwigel ist in der deutschen Literatur des 16. und 17. Jahrhunderts eine Einhandflöte. Das Wort stammt vom althochdeutschen suegala ab und ist wahrscheinlich mit lateinisch sibilo verwandt. Sviriti (svirjati, svirati) mit der Bedeutung „pfeifen“ ist altkirchenslawisch (altbulgarisch) und bedeutet (in den Entsprechungen bis heute) darüber hinaus allgemein das Spielen eines Musikinstruments. Im altkirchenslawischen Codex Suprasliensis vom Anfang des 11. Jahrhunderts werden Volksmusikinstrumente genannt, unter anderem die Flöte svireli und die Fiedel gusla.
Swirka, genauer owtscharska swirka, die „Schäferflöte“, und das früher aus einem Pflanzenrohr hergestellte Blasinstrument pischtalka (oder die Pfeife swirka pischtjalka) waren die ersten Musikinstrumente, die Kinder auf dem Land erlernten. Bezogen auf das verwandte Verb swirja, „ich spiele“, konnte swirka als Flöte in der Hand eines Schäferjungen sinngemäß auch mit „Spielzeug“ übersetzt werden. Flöten und alle anderen Volksmusikinstrumente wurden und werden in Bulgarien – von Ausnahmen abgesehen – nur von Jungen und Männern gespielt. Swirka funijka ist eine Spielzeug-Trichterpfeife aus Kunststoff; weitere Wortzusammensetzungen – wie sportna swirka, „Trillerpfeife“ – stehen für unterschiedliche Pfeifentypen.
Eine kleine, 27 Zentimeter lange Knochenflöte mit sechs Fingerlöchern, die bei Panagjurischte gefunden wurde und in das 12. Jahrhundert oder früher datiert wird, gilt als Vorläufer der heutigen bulgarischen Hirtenflöten. Bis Anfang des 20. Jahrhunderts wurde die swirka aus dem Knochen eines Mönchsgeiers (Aegipius monahus) angefertigt, dessen Name in der Pirinregion karta lautet. Daher wird dort die Flöte karta genannt.

## Bauform und Spielweise
Die swirka ist ein 25 bis 50 Zentimeter langes, einteiliges Rohr aus einem Pflanzenstängel (wie Holunder) oder aus Holz mit einem Innendurchmesser zwischen 10 und 15 Millimetern. Das Rohr ist an beiden Enden offen. Bei einer Flöte aus Pflanzenrohr und mit Mundstück ist dieses ein Halmknoten; die dahinter eingeschnittene Öffnung ist an der unteren Kante, an der sich der Luftstrom bricht, nach innen geschrägt. Bei einer Endkantenflöte ist das Spielrohr am offenen Ende zugespitzt. Der Musiker hält die Flöte etwas seitlich und lenkt den Luftstrom durch die wie beim Pfeifen geformten Lippen gegen die scharfe Kante des Rohrs. Für selbst hergestellte Flöten werden junge Holunderzweige (Sambucus nigra), Zweige der Manna-Esche (Fraxinus ornus), andere leicht zu bearbeitende Holzarten oder Schilfrohr verwendet. Handwerklich gefertigte Flöten bestehen aus Pflaumenholz, Hartriegel oder dem Holz der Hainbuche.
Die sechs Fingerlöcher sind in der fernen Hälfte der Spielröhre so angebracht, dass sich das erste Fingerloch genau in deren Mitte befindet. Manche Flöten besitzen zusätzlich ein Daumenloch unterhalb des ersten Fingerlochs. Zeige-, Mittel- und Ringfinger beider Hände greifen jeweils drei Fingerlöcher. Das Instrument produziert eine diatonische Durtonleiter bei zwei Oktaven Tonumfang. Die obere Oktave entsteht durch Überblasen. Es ist möglich, durch halbes Schließen der Öffnungen weitere chromatische Töne zu produzieren. Erwachsene verwenden etwas längere Flöten mit dem Grundton g der ersten Oktave, während kleine Kinder mit kürzeren Flöten spielen, deren Grundton auf das c oder d der oberen Oktave bei der Flöte der Erwachsenen gestimmt ist.
Die swirka ist in ganz Bulgarien verbreitet, sie dient zur Begleitung von Volkstänzen und von volksreligiösen Bräuchen. Die bulgarischen Volkstänze (horo) sind in der Regel lebhafte Reigentänze und basieren auf ungleichmäßigen Zählzeiten (etwa 5/16- und 7/16-Takte). Sie werden stilistisch nach Regionen unterteilt und gehörten früher an Sonn- und Feiertagen zur Unterhaltung auf den Dorfplätzen. Die Gesangstradition ist wie die Landwirtschaft eine Domäne der Frauen, auch wenn früher Männer, die hauptsächlich mit Viehhaltung beschäftigt waren, ebenfalls Lieder sangen. Im Zentrum der bulgarischen Volksmusik stehen die gesungenen Lieder. Instrumentalmusik wurde früher danach beurteilt, ob sie ebenso schön wie die Gesangsstimme klang, was in der Redewendung zum Ausdruck kommt: kawalat swiri, gowori („wenn die Flöte spielt, spricht sie“). Dörfliche Volksmusik war ein Teil des täglichen Lebens und wurde neben der Arbeit, bei jeder Art von gemeinschaftlicher Tätigkeit und besonders bei Jahresfesten von Amateuren aufgeführt.
Vier hauptsächliche Blasinstrumente gehören zu der von Amateuren gespielten Volksmusik: Das bekannteste ist die lange Hirtenflöte kavál, eine schräg angeblasene Endkantenflöte mit sieben Fingerlöchern. Ferner wird neben der swirka die senkrecht geblasene, kurze Kernspaltflöte dudúk gespielt, ebenfalls ein traditionelles Hirteninstrument. Hinzu kommt die Sackpfeife gajda.
Heute gibt es swirka aus Metall, die als Kinderspielzeug dienen. Früher stellten sich Kinder diverse Blasinstrumente selbst her, namentlich die pischtjálka-swírka, eine Pfeife aus einem Getreidehalm oder dem Stängel eines Kürbisblattes (Cucurbita pepo). Pischtjálka hieß auch ein drei bis vier Zentimeter langes Pfeifenrohr aus gerollter frischer Weidenrinde, das durch Blasen über die angeschrägte Kante einen tiefen krächzenden Ton hervorbrachte. Ein weiteres Hirteninstrument ist die Doppelflöte dwojanka, die mit ähnlichen Doppelflöten in der Region eine Gruppe bildet und von der wiederum einfachere Formen aus Stroh existieren (andere Namen sind píska und glásnica).